# Patronato Nacional Antituberculoso
El Patronato Nacional Antituberculoso (PNA) fue un organismo fundado en 1936 durante la guerra civil española por el bando sublevado, con el fin de combatir la tuberculosis. En 1958 cambió su nombre por el de Patronato Nacional Antituberculoso y de las Enfermedades del Tórax y en 1973 quedó integrado en  la  Administración Institucional de la Sanidad Nacional (AISNA).

## Historia
Fue fundado por un decreto-ley de 20 de diciembre de 1936, publicado dos días más tarde en el Boletín Oficial del Estado y firmado por Francisco Franco, aunque no entraría en plena operatividad hasta el final del conflicto. El 5 de agosto de 1939 se aprobó la Ley de Bases del Patronato. Promovió la construcción de diversos sanatorios antituberculosos a lo largo de la geografía española, así como estuvo involucrado en la creación de un seguro antituberculoso. En sus órganos directivos participaron individuos que habían estado involucrados en el Real Patronato de la Lucha Antituberculosa, que había existido durante la dictadura de Primo de Rivera. El 26 de diciembre de 1958 cambió su nombre por el de «Patronato Nacional Antituberculoso y de las Enfermedades del Tórax». El 29 de diciembre de 1972 se decretó su integración en el organismo autónomo Administración Institucional de la Sanidad Nacional (AISNA).